# Michaela Pašteková
Michaela Pašteková (* 2. února 1982 Bratislava) je slovenská novinářka, teoretička umění a bývalá rapperka (vystupující pouze pod svým křestním jménem Michaela), známá spoluprací s Peterem Nagym, aktivní především v 90. letech 20. století, v současné době pracující jako kurátorka a pedagožka na vysoké škole výtvarných umění v Bratislavě (VŠVU).
Se zpěvem začala už v útlém věku, po spolupráci na Nagyho albu vydala v roce 1994 první vlastní desku Sprayer Frayer, na které se nacházel velmi úspěšný singl Sprayer. Další dvě desky vydala s dvouletými odstupy, v roce 1996 album Hey Pepe! a v roce 1998 album s číselným názvem 16. Následně svou pěveckou kariéru ukončila a začala se věnovat novinařině, na Univerzitě Komenského vystudovala obor estetika, kde se specializovala jako teoretička fotografie.

## Diskografie
- Sprayer Frayer (1994) – Tommü Records, zlaté album
- Hey Pepe! (1996) – Ariola, zlaté album
- 16 (1998) – BMG Ariola
- Michaela – Hity (2000) – BMG Ariola, výběrové best of album